# Faramea suerrensis
Faramea suerrensis är en måreväxtart som först beskrevs av John Donnell Smith, och fick sitt nu gällande namn av John Donnell Smith. Faramea suerrensis ingår i släktet Faramea och familjen måreväxter. Inga underarter finns listade i Catalogue of Life.